# Орсон Креннік
Директор Орсон Каллан Креннік (анг. Orson Callan Krennic) - вигаданий персонаж зі всесвіту Зоряних війн та головний антагоніст фільму спін-офу Бунтар Один, в якому був зіграний Беном Мендельсон. Креннік є директором проєкту "Зірка смерті" для Галактичної імперії. Вперше з'явився у романі-приквелі Каталіст: Бунтар Один.

## Історія
Креннік вперше з'являється у романі Каталіст: Бунтар Один, що вийшов в листопаді 2016 року, за місяць до виходу фільму. В романі розповідається, як командир-лейтенант Республіки Орсон Креннік рятує свого друга Гелена Ерсо разом зі своєю родиною від полону агентів Альянсу сепаратистів. З утворенням Галактичної імперії, Креннік зманіпулював своїм другом для праці над проєктом Зірка смерті. Гелен та його дружина Ліра почали підозрювати Кренніка у нього прихованих мотиваціях та створили план втечі разом зі своєю донькою

### Фільм

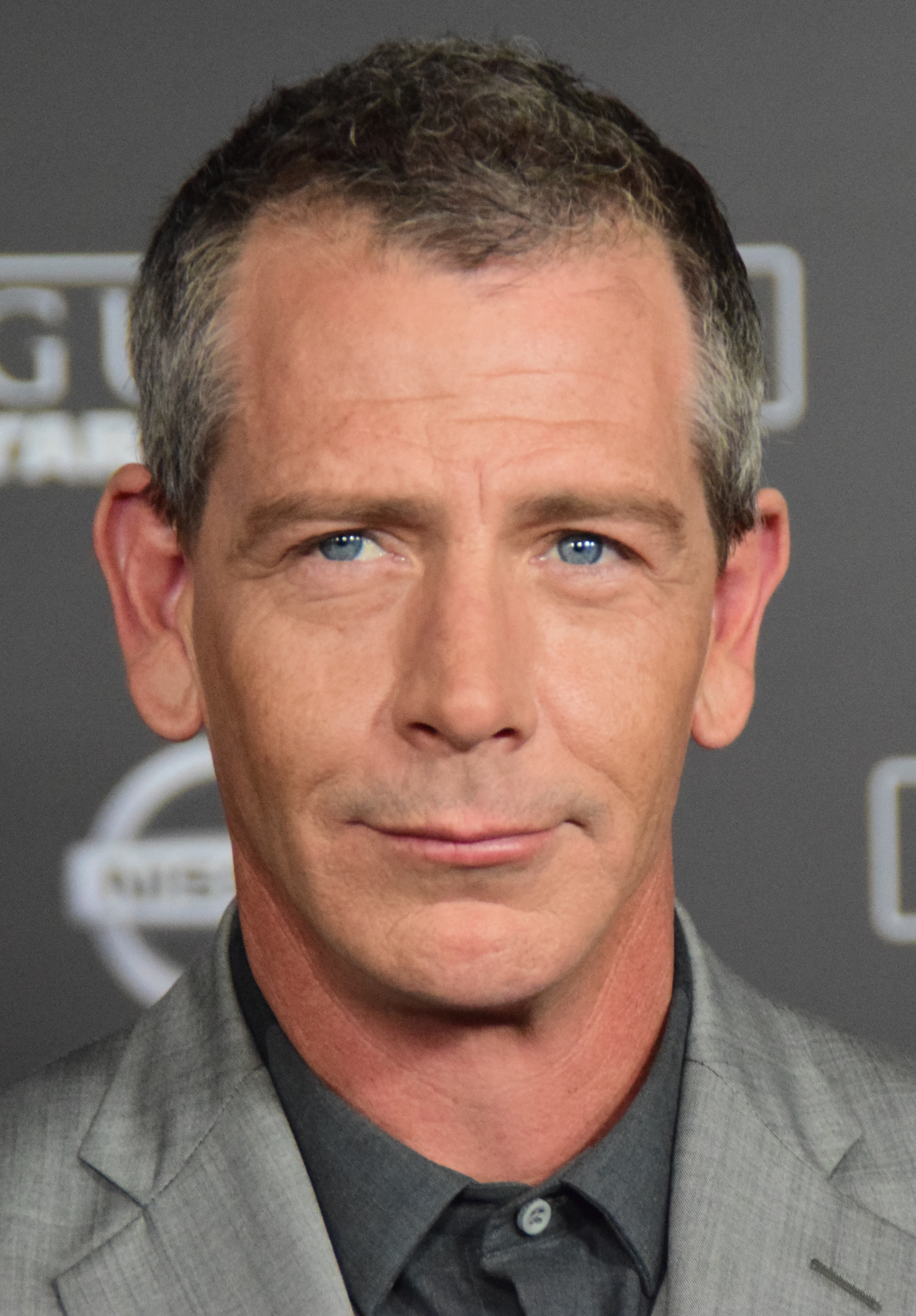
Бен Мендельсон, актор що зіграв Кренніка

На початку фільму, Креннік з групою штурмовиків смерті приходять до Гелена з нагоди забрати його для продовження праці над бойовою станцією. Через десятиліття, Креннік зустрічається з Гранд Моггом Таркіним, що висловлює скептецизм щодо його помпетентності з керуванняи проєкту. Зі завершенням розробки станції, Креннік наказує запустити лазерний промінь на столицю планети Джеда, за проханням Таркіна. В результаті, Кренні вбиває експтреміста-повстанця Со Гареру та його партизанів. Довівши ефективність станції, Тартік однак використовує нещодавнє злиття даних безпеки станції аби перести повноваження по керуванню проєкта на себе. Розлучений Креннік відправляється на планету Іду для допити Гелена та його групу науковнців, яких він вважає виними у злитті даних. Після цього, станцію на якій знаходився Креннік та Гелен атакує екскадрилія повстанців. Гелен помирає від отриманих ран, в той час як Креннік відлітає на своєму кораблі. Креннік відправляється на Мустафар для зустрічі з Дартом Вейдером, бажаючи поговорити з Імператором Палпатіном для його відновлення звання як директора проєкту, однак Вейдер відхиляє його прохання. Тоді Креннік прибуває на війському базу імперії на планету Скаріф, коли повстанці вступають в бій з штурмовиками. Тоді ж він разом з групою штурмовиків смерті намагається зупинити Кассіана Андора та Джин Ерсо від спроби вкрасти креслення Зірки смерті. Креннік ранить Кассіана та намагається вбити Джин, однак отримає постріл в спину від Кассіана, який встиг відновитись. В наступну мить, Таркін наказує запустить лазерний промінь на базу Скаріф, тоді ж Креннік гине від прямого влучення лазерного променя.

## Інші появи
Вона також з'являється у новелізації фільму Бунтар Один, створеного Александром Фрідом.
Креннік є ігровим персонажем в екшен-шутері Star Wars Battlefront, з'явившись в ігровому доповленні Rogue One: Scarif в 2016 році.
Креннік декілька разів згадується у мультсеріалі Зоряні війни: Повстанці, однак жодного разу не з'являвся у самого серіалу через креативне рішення Дейва Філоні.
Він також з'являється у романі 2019 року Зоряні війни: Траун: Зрада створеного Тімоті Заном. В роману згадується зустріч Орсона Креннік з Гранд-адміралом Трауном.

## Цікаві факти
Креннік має одну з найбільших кількість вбиств серед персонажів всесвіту Зоряних війн, будучи причетним до смерті 11 мільйонів жителів столиці пленти Джеда від лезерно-променевого вистрілу Зірка смерті. Це ставить його в один рівень з Гранд Моффом Таркіним (2 мільярдів), Дарт Нігілюс (6 мільярдів) та Генералом Хаксом (155 мільярдів).